# グアヤス川

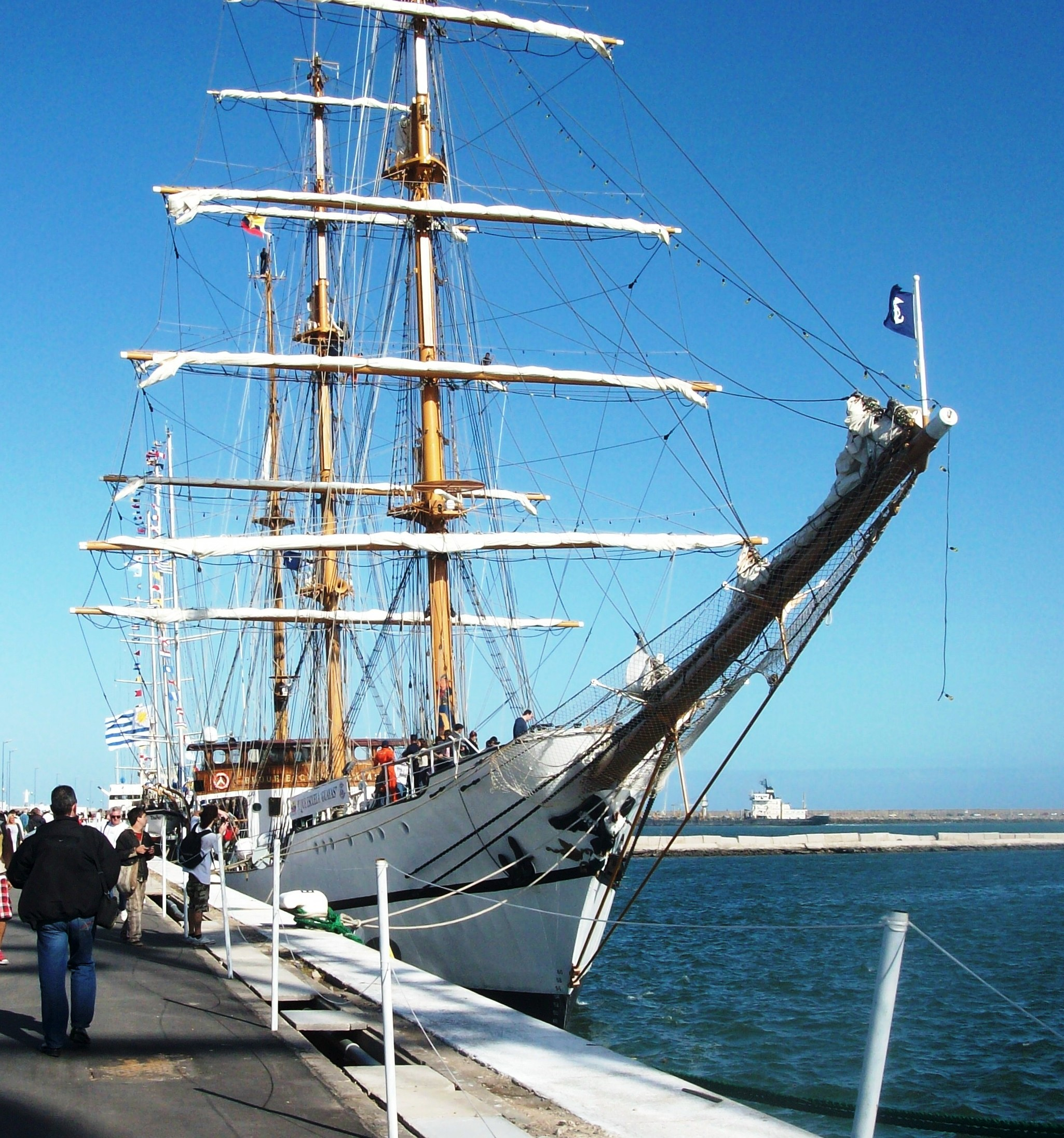
帆船「グアヤス」（Guayas）。
マル・デル・プラタの埠頭
（アルゼンチン）、2010年2月

グアヤス川（グアヤスがわ、スペイン語: Río Guayas, 英語: Guayas River）は、エクアドル西部の川。その名はグアヤス県（Provincia del Guayas）の名称にもなっており、南アメリカの大西洋側に流入しない川の中では最も重要な川である。ダウレ川（スペイン語: Río Daule, 英語: Daule River）を含んだ全長は389km。エクアドルの国民的な川であり、エクアドルの国章にも描かれている。

## 地理

### 流路
グアヤス川は、アンデス山脈、特にエクアドルの最高峰の火山であるチンボラソ山をその水源としており、エクアドルの国章には、チンボラソ山から下ってくるグアヤス川が描かれている。グアヤス（Guayas）は、グアヤス県の都市グアヤキルとドゥラン（Durán）の間にある、西からのダウレ川と東からのババオヨ川（Río Babahoyo）の合流点から始まる下流域の名称である。グアヤス川はその後サンタイ島（Isla Santay）の周りを流れて、再び一つの流れになる。合流点から三角州までの60キロメートルの間で、グアヤキル郡とドゥラン郡、またグアヤキル郡とナランハル郡の境界線となっている。
グアヤキル近郊のサンタイ島はキホオボウシインコの唯一の営巣地で、2000年にラムサール条約登録地となった。

### 三角州
グアヤス川は非常に複雑な三角州を形成している。最も重要な特徴は、沼地に囲まれ、潮汐の影響を受けるエステロ・サラド（Estero Salado）と呼ばれる三角州の存在である。グアヤス川とエステロ・サラドとの間は、島々による迷路を成しており、そのいくつかはスラムへと変貌している。
川の主流は潮汐の影響を受け、また小さな島嶼を成している。中でもモンドラゴン島は重要度が高い。主流は太平洋の入り江の一つグアヤキル湾につながる。その影響はプナ島（Isla Puná）や、エル・オロ県のハンベリー海峡（Canal de Jambelí）で顕著である。
三角江内のチュパドレス・チコ島のマングローブおよび東岸のチュルテマングローブ生態保護区はチャクビモリクイナ、キホオボウシインコ、オオスズメバト、マメルリハインコ、オナガアカボウシインコ、ペルースズメフクロウ、フタオビチドリ、アメリカズグロカモメ、ワライカモメなどの鳥類、アメリカワニなどの爬虫類および哺乳類の生息地で、ラムサール条約登録地である。

### 分水界
グアヤス川は、南アメリカ大陸のアンデス山脈西側にある川の中では最大の流域面積を持つ。34,500 km2の流域は、 ロス・リオス県、グアヤス県、ボリーバル県、マナビ県、カニャール県、ピチンチャ県、アスアイ県、チンボラソ県、コトパクシ県の9つの県に跨っている。 グアヤス川は毎年3,000万立方メートルの水をグアヤキル湾に放出している。